# タミル・ナードゥ州映画賞
タミル・ナードゥ州映画賞（タミル・ナードゥしゅうえいがしょう、Tamil Nadu State Film Awards）は、インドのタミル語映画を対象とした映画賞。タミル・ナードゥ州政府が主催しており、審査委員会が受賞作品、受賞者を決定する。

## 歴史
1967年に設立されたものの1970年に一時廃止され、1977年に再開されるが1982年に再び廃止されている。そのため1971年から1976年にかけて受賞者はいなかったが、1977年に州首相M・G・ラーマチャンドランの指示で6年分の主演男優賞と主演女優賞が授与された。その後、映画賞は2008年に廃止されるまで毎年授与された。
2017年、タミル映画製作者協議会の会長選挙に当選したヴィシャールは、映画賞を復活させるために州政府と交渉することを明言した。同年7月、州政府は2009年から2014年にかけての受賞者を選定して公表した。2024年3月には2015年の受賞者が発表された。

## 賞

### クリエイティブ部門
- 作品賞（英語版）
- 監督賞（英語版）
- ファミリー映画賞（英語版）
- ポートレイニング・ウーマン賞（英語版）
- 主演男優賞
- 主演女優賞（英語版）
- 性格男優賞（英語版）
- 性格女優賞（英語版）
- 吹替男優賞（英語版）
- 吹替女優賞（英語版）
- 悪役賞（英語版）
- コメディアン賞（英語版）
- 子役賞（英語版）
- 音楽監督賞（英語版）
- 男性プレイバックシンガー賞（英語版）
- 女性プレイバックシンガー賞（英語版）

### 技術部門
- スタント・コーディネーター賞（英語版）
- 美術監督賞（英語版）
- 撮影賞（英語版）
- 振付賞（英語版）
- 音響賞（英語版）
- 作詞家賞（英語版）
- 編集賞（英語版）
- 脚本賞（英語版）
- 台詞賞（英語版）
- メイクアップアーティスト賞（英語版）
- 衣装デザイン賞（英語版）

### 特別賞
- 特別賞（英語版）
- 名誉賞（英語版）

### 廃止された賞
- 新人男優賞（1981年のみ）：カールティク
- 新人女優賞（1981年のみ）：ラーダー（英語版）